# 吉井伸一郎
吉井 伸一郎（よしい しんいちろう、1971年8月6日 - ）は、日本の実業家、工学者、工学博士。サイジニア株式会社創業者・代表取締役最高経営責任者。

## 人物・来歴
北海道出身。1996年日本学術振興会特別研究員。1998年北海道大学大学院工学研究科修了、博士（工学）。1999年日本学術振興会特別研究員、北海道地域技術振興センター客員研究員。2001年ソフトバンク・コマース情報システム本部技術担当課長。2002年ソフトバンク・コマース情報システム本部技術部研究開発センター長。2003年ソフトバンクBB技術本部マネージャー。
2004年北海道大学大学院情報科学研究科複雑系工学講座助教授。2007年サイジニア設立、同社代表取締役社長就任。DCMベンチャーズの支援を受けるなどし、2014年には東京証券取引所マザーズ市場に上場した。2016年サイジニア代表取締役CEO。